# Three Movements
Three Movements est une œuvre musicale de Steve Reich composée en 1986 pour un orchestre symphonique.

## Historique
L'écriture de Three Movements est à rapprocher de sa précédente composition pour orchestre, The Desert Music, de 1984. L'influence stylistique et organisationnelle de l'orchestre de cette œuvre se retrouve dans Three Movements, notamment avec la partition, la disposition et le poids de chaque groupe d'instruments.
La première de cette œuvre fut donnée par l'Orchestre symphonique de Saint Louis sous la direction de Leonard Slatkin.
En 2008, le chorégraphe et danseur français Benjamin Millepied écrit un ballet de danse contemporaine sur cette musique pour le Northwest Pacific Ballet.

## Structure
Three Movements est composée de trois mouvements dont l'exécution dure environ 15 minutes :
1. Movement I – rapide  (env. 7 min)
2. Movement II – lent  (env. 4 min)
3. Movement III – rapide  (env. 4 min)

Le premier mouvement reprend de manière similaire l'ouverture de The Desert Music; le second est essentiellement une réorchestration du quatrième mouvement de Sextet (1985); et le troisième mouvement utilise des idées précédemment développées dans le dernier mouvement de Sextet et dans New York Counterpoint (1985).

## Enregistrements
- Sur le disque Tehillim - Three Movements, par le London Symphony Orchestra dirigé par Michael Tilson Thomas, Nonesuch Records (1994).